# Rogier III van Foix
Rogier III van Foix (overleden in 1148) was van 1124 tot aan zijn dood graaf van Foix. Hij behoorde tot het huis Foix.

## Erfopvolging en het verdrag met de familie Trencavel
Rogier III was de zoon van graaf Rogier II van Foix en diens tweede echtgenote Stefanie, dochter van graaf Willem II van Besalú. In 1124 volgde hij zijn vader op als graaf van Foix.
In het begin van zijn regering sloot Rogier III op 31 maart 1125 een verdrag met burggraaf Bernard Ato IV Trencavel van Carcassonne, waarbij Rogier en zijn broers hun aanspraken op het burggraafschap Carcassonne opzegden. In ruil kreeg hij van Bernard Ato IV de dorpen Preixan en Arsens en ontving hij bovendien de soevereiniteit over plaatsen als Mirepoix, Lordat en Dun, die zijn vader destijds aan de Trencavels verpand had. Na het overlijden van Bernard Ato IV in 1130 kwam het tot een nauwe band tussen Carcassonne en Foix, nadat Rogier III en de zonen van Bernard Ato IV een verdrag hadden getekend over wederzijdse wapenhulp als een van de partijen aangevallen zou worden door een agressor. Dit was voornamelijk gericht tegen het graafschap Toulouse, waar Carcassonne en Foix inmiddels al zeer afhankelijk van waren. 

## Oorlog om de Provence
In dezelfde periode voerden het graafschap Toulouse en het graafschap Barcelona een dispuut over de hegemonie in de Languedoc. Dit mondde uit in een open strijd, die de erfopvolging van het graafschap Provence als oorzaak had. Erfgename Dulcia was gehuwd met graaf Raymond Berengarius III van Barcelona en bracht zo haar erfenis binnen haar huwelijk. Hierdoor zou het graafschap Toulouse omringd worden door grondgebied in de invloedssfeer van Barcelona, wat Toulouse wilde vermijden. 
In de daaropvolgende strijd speelde de adel in de Languedoc een belangrijke rol. Terwijl de huizen Trencavel en Montpellier het graafschap Barcelona steunden, koos Rogier III de zijde van graaf Alfons Jordaan van Toulouse, die leenheer was over het grootste deel van zijn gebieden. In de oorlog kon echter geen enkele partij zich onderscheiden, waarna Toulouse in 1125 erkende dat de Provence naar het graafschap Barcelona ging. Het conflict bleef echter nog opborrelen tot in 1143 en kwam pas echt ten einde toen beide partijen uitgeput waren. Hierbij trad Rogier III op als bemiddelaar, die als schoonbroer van de graaf van Barcelona een goede band had met dit graafschap.

## Rogier III en de keizer van Spanje
In de jaren 1130 raakte Rogier III net als de rest van de adel in de Languedoc betrokken in de politieke verhoudingen ten zuiden van de Pyreneeën, waar koning Alfons VII van Castilië in conflict lag met zijn stiefvader, koning Ramiro II van Aragón. Alfons VII maakte namelijk aanspraak op de troon van Aragón, omdat Ramiro II slechts een dochter als erfgename had. De graven in de Languedoc traden op als bemiddelaar tussen de twee koningen, die hun conflict in 1134 in Zaragoza bijlegden. 
De dochter van Ramiro II, Petronella, huwde later met graaf Raymond Berengarius IV van Barcelona en in ruil bekwam Alfons VII de ondersteuning van Raymond Berengarius IV in de strijd tegen de Moren. Ze waren zelfs bereid om Alfons VII te erkennen als keizer van Spanje, zonder hem evenwel te huldigen. Rogier III was op 26 mei 1135 aanwezig toen Alfons VII in León tot keizer van Spanje werd gekroond.

## De laatste jaren
Daarna concentreerde Rogier III zich op de uitbouw van de macht in het graafschap Foix. Zo bouwde hij nabij de Abdij van Lézat-sur-Lèze een burcht die de abdij moest beschermen tegen rovers en plunderaars. Daarbij was hij zelfs bereid om de abdij enkele belangrijke privileges te geven in verband met rechtspraak en belastingheffing.
Ook was Rogier III verantwoordelijk voor de stichting van het eerste klooster van de Orde van de Tempeliers in Europa, de Ville-Dieu op 27 oktober 1136 in Nogarède aan de rivier Ariège. Daarnaast stichtte hij in 1129 de Abdij van Boulbonne, de latere begraafplaats voor de graven van Foix.
In 1148 stierf Rogier III, waarna zijn zoon Rogier Bernard I hem opvolgde.

## Huwelijk en nakomelingen
In 1117 huwde Rogier III met Jimena, dochter van graaf Raymond Berengarius II van Barcelona. Ze kregen volgende kinderen:
- Rogier Bernard I, graaf van Foix
- een dochter, die huwde met burggraaf Rogier I van Couserans
- Bradimene, huwde in 1131 met Willem d'Aniort, burggraaf van Sault
- Dulcia (overleden in 1209), huwde in 1157 met graaf Ermengol VII van Urgell